# HD 125442
HD 125442，又名CD-44 9236，SAO 224843、HR 5364，是一颗恒星，视星等为4.77，位于銀經319.01，銀緯14.88，其B1900.0坐标为赤經14h 14m 19.5s，赤緯-44° 14.88′ 31″。